# علامة كولين
علامة كولين أو علامة كولن أو علامة كالين (بالإنجليزية: Cullen's sign)‏ هي كدمة واستسقاء سطحي في الأنسجة الدهنية تحت الجلدية حول السرة.
تحتاج علامة كولين من 24-48 ساعة للظهور، كما يُمكن توقعها في التهاب البنكرياس الحاد مع زيادة في معدل الوفيات من 8-10% إلى 40%. قد تكون هذه العلامة مُترافقة مع علامة جراي تورنر (كدمات في الخاصرة)، وفي هذه الحالة تُشير إلى حدوث نخر بنكرياسي مع نزيف داخل البطن أو في التجويف خلف الصفاق.

## الأسباب
من أسباب علامة كولين:
- التهاب البنكرياس الحاد، حيثُ يتشكل ميتهيمالبيومين من مسارات الدم المهضومة حول البطن من البنكرياس المُلتهب.
- نزيف من صدمة بطنية حادة.
- نزيف من تمزق الأورطي.
- نزيف من حمل منتبذ مُمزق.

## التسمية
تمت تسمية هذه العلامة نسبةً إلى طبيب النساء الكندي توماس ستيفن كولين (1869-1953)، الذي وصف هذه العلامة لأول مرة في حالة حمل منتبذ مُمزق عام 1916.